# Sawai Madhopur (huyện)
Huyện Sawai Madhopur là một huyện thuộc bang Rajasthan, Ấn Độ. Thủ phủ huyện Sawai Madhopur đóng ở Sawai Madhopur. Huyện Sawai Madhopur có diện tích 4500 ki lô mét vuông. Đến thời điểm năm 2001, huyện Sawai Madhopur có dân số 1116031 người.